# 王翰 (天順進士)
王翰（1428年—？），字廷舉，湖廣都司蘄州衛人，明朝政治人物。進士出身。

## 生平
湖廣鄉試第三十二名。天順元年（1457年）丁丑科會試第一百九十七名，殿試登進士三甲第八十一名。

## 家族
曾祖王忠，曾任百戶。祖父王毅，曾任百戶。父亲王恭。